# Hayashi Hiromitsu
Hiromitsu Hayashi (sinh ngày 14 tháng 6 năm 1983) là một cầu thủ bóng đá người Nhật Bản.

## Sự nghiệp câu lạc bộ
Hiromitsu Hayashi đã từng chơi cho Ventforet Kofu.